# Myspios
 (décembre 2014).
Myspios (Μύσπιος) est un potier grec actif dans la seconde moitié du VIe siècle av. J.-C.. Il est seulement connu par sa signature sur une coupe à lèvre (kylix) dans le style des Petits Maîtres.

## Sources
- Hans Nachod, « Myspios », RE, vol. 31, col. 1194, 1933.
- Enrico Paribeni, « Myspios », in Enciclopedia dell’Arte Antica, Classica e Orientale, vol. 5, 1963.